# Автошлях Т 1308
Автошля́х Т 1308 — автомобільний шлях територіального значення в Луганській області. Проходить територією Старобільського та Марківського районів через Старобільськ — Марківку. Загальна довжина — 54,3 км.

## Маршрут
Автошлях проходить через такі населені пункти:
| Автошлях Т 1308      |           |
| Луганська область    |           |
| Старобільський район |           |
| Старобільськ         | Н26Т 1302 |
| Роздольне            |           |
| Веселе               |           |
| Антонівка            |           |
| Садки                |           |
| Лозове               |           |
| Марківський район    |           |
| Лісна Поляна         | Т 1307    |
| Марківка             | Т 1314    |